# 薩摩川内市立隈之城小学校
薩摩川内市立隈之城小学校（さつませんだいしりつくまのじょうしょうがっこう）は、鹿児島県薩摩川内市隈之城町1392の1にある市立の小学校。

## 概要
薩摩川内市の南部に位置する小学校である。

## 沿革
- 1874年（明治7年） - 外城２９郷として創立。
- 1886年（明治19年） - 城下尋常小学校となる。
- 1921年（大正10年） - 川内小から高等科が移設され、尋常高等小学校となる。
- 1941年（昭和16年） - 国民学校令施行に伴い、城下国民学校と改称
- 1947年（昭和22年） - 学制改革により川内市立隈之城小学校と改称
- 2004年（平成16年） - 川内市が新設合併し、薩摩川内市となったのに伴い、薩摩川内市立隈之城小学校と改称。

## 校訓
- 考える
- 仲よく
- がんばる

## 通学区域
- 薩摩川内市
  - 隈之城町、中福良町、矢倉町、勝目町、川永野町、尾白江町、木場茶屋町、都町、青山町及び山之口町の区域並びに宮崎町のうち字古川及び沖玉を除いた区域[2]

## 進学先中学校
- 薩摩川内市立川内南中学校[2]

## 主な著名人
山田孝之